# 茜素红

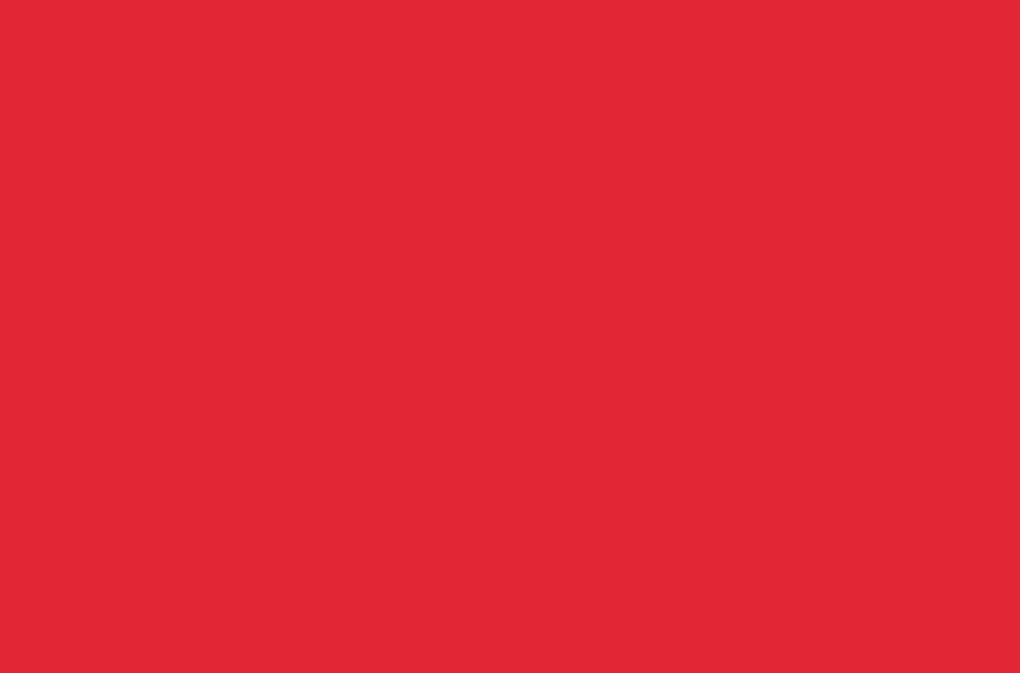
茜素红（颜色）

茜素红，或茜素深红，是一种红色，它在色轮上略偏向紫色而不是橙色，且有蓝色的底色。
它以茜草中发现的有机染料茜素命名，对应的合成色淀颜料为茜素红（颜色索引中的PR83）。合成茜素颜料的方法是由化学家威廉·珀金与他人共同发现的。茜素的一致性和耐光性使其很快成为艺术家最青睐的红色颜料之一。
茜素红可以创造出各种丰富持久的紫色和棕色。这种染料主要用于衣服染色，在古埃及、波斯和庞贝古城遗址中都发现了这种染料的踪迹。到公元前七世纪，这种染料已被制成色淀颜料，并在欧洲、中东和亚洲使用。到那时，茜草染料和颜料的使用已很广泛，但它们的生产成本仍然很高且耗时。
茜素红是鲍勃·罗斯在他的节目《绘画的乐趣》中使用的一种流行颜色。